# Benaguacil
Benaguacil (oficialmente y en valenciano Benaguasil) es un municipio de la Comunidad Valenciana, España. Pertenece a la segunda corona del área metropolitana de Valencia. Perteneciente a la provincia de Valencia y a la comarca del Campo de Turia. Cuenta con una población de 12 336 habitantes (INE 2024).  

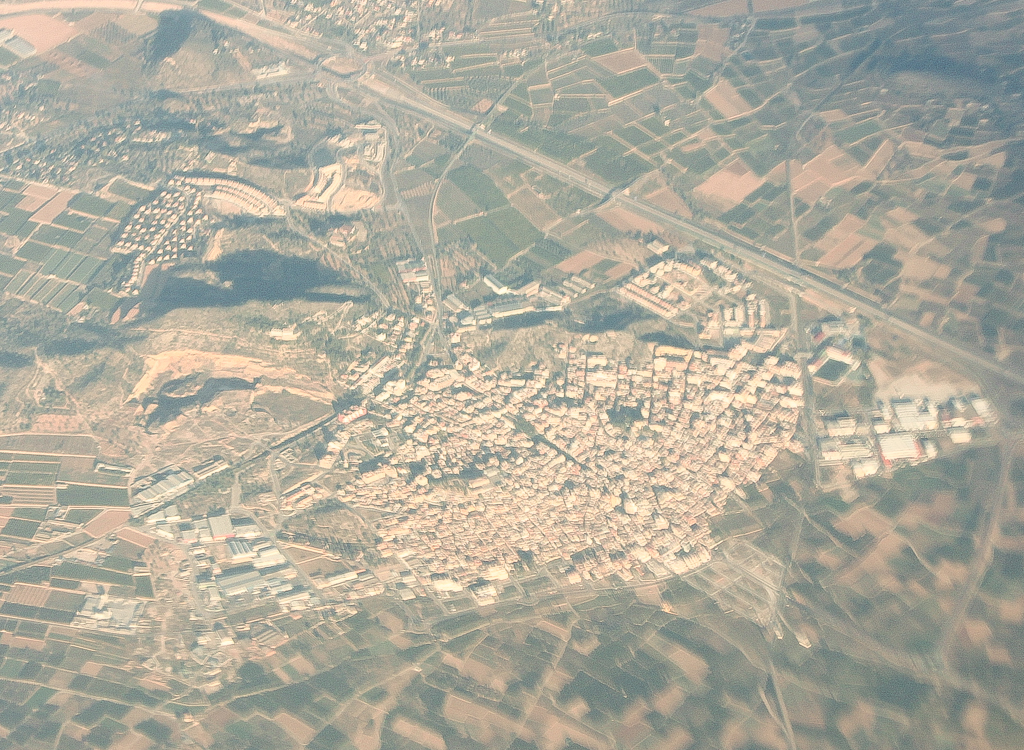
Benaguacil visto desde el aire

## Geografía
La configuración estrecha y alargada de poniente a levante de su término, sobre el margen izquierdo del río Turia, da lugar a tres unidades de relieve: la primera comenzando desde el extremo occidental corresponde a la zona de contacto entre el piedemonte de Liria y las terrazas fluviales del Turia, que reciben en estas zonas las aportaciones esporádicas de agua y gravas de las ramblas Castellarda y Primera; es característica la morfología plana de la unidad, lo que da lugar a topónimos como Plana de Churros o Plana de Montero. La segunda unidad está formada por un paisaje más áspero compuesta por la Cerro de las Traviesas, donde se aprecian afloramientos triásicos que se explotan como material de construcción (arcillas y yesos). Hacia el este sigue la tercera unidad, que se caracteriza por una morfología interna contrastada, tal y como relevan la Plana de Paterna y el Cerro de Montiel (251 m).

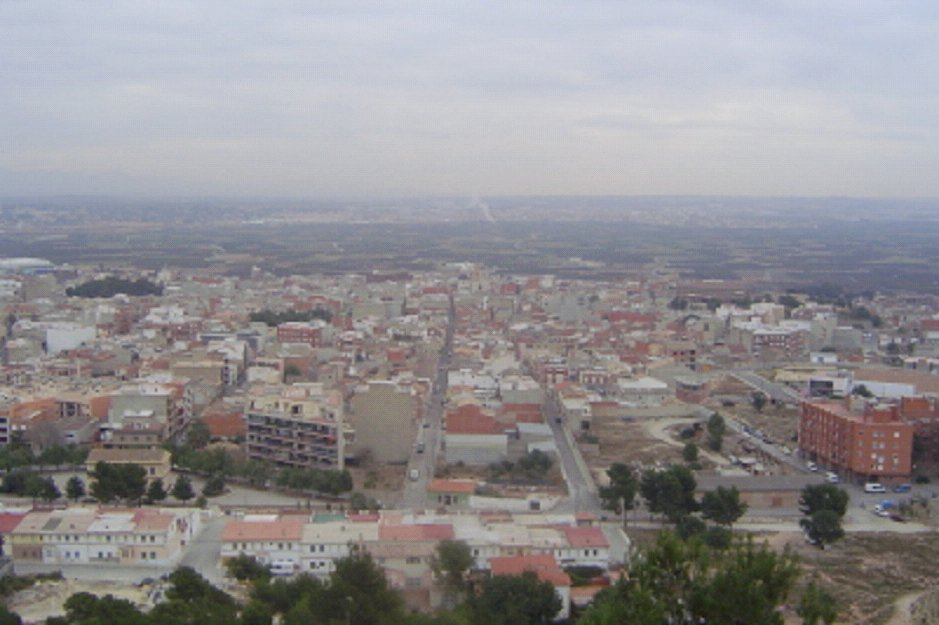
Vista general

Se caracteriza por un clima mediterráneo árido, cálido, de estíos secos con influencia marítima y alta irregularidad de precipitaciones.
Desde Valencia se accede a esta población a través de la CV-35 y luego tomando la CV-373.
En cuanto al transporte ferroviario, cabe destacar la línea 2 de los Ferrocarriles de la Generalidad Valenciana que une Liria con Valencia y Villanueva de Castellón. Conecta el municipio con la red del metro de Valencia.
Se puede acceder a esta localidad a través de la línea 2 de Metro de Valencia.

### Localidades limítrofes
El término municipal de Benaguacil limita con las siguientes localidades: 
Liria, Benisanó, Puebla de Vallbona, Ribarroja del Turia, Villamarchante y Pedralba todas ellas de la provincia de Valencia

## Historia
La privilegiada situación del territorio donde está Benaguacil, junto al río Turia y la extraordinaria fertilidad de su suelo han provocado que, a lo largo de su historia, haya sido ocupado por los más diversos pueblos desde la más remota antigüedad.

### Prehistoria
En las inmediaciones de la actual zona urbana, en lugares algo escarpados, no muy altos, no lejos del agua y de fácil defensa, se encuentran los yacimientos de la Edad de Bronce, el poblado fortificado del Cerro de Montiel y la atalaya de la red defensiva íbera del Puntal de Estevenet, donde se han encontrado numerosos restos de cerámica argárica, variados molinos barquiformes, utensilios domésticos y agrícolas que, junto con la configuración topológica de los restos de las construcciones, atestiguan el carácter eneolítico e íbero de estos asentamientos.
Desde el Eneolítico (2000 a. C.) hasta la conquista romana de la Edetania, el territorio fue poblado por los íberos de la tribu de los Edetanos quienes durante todo ese largo período fueron influidos por las culturas fenicia y, sobre todo, helénica, de los colonos asentados en la costa y con los que se produjeron fuertes mestizajes.

### Época prerromana
Cuando la Edetania quedó bajo el poder cartaginés, los guerreros edetanos participaron, como primera fuerza de ataque, en los ejércitos de Amílcar Barca, Asdrúbal y Aníbal en las conquistas mediterráneas y en las guerras púnicas contra Roma.

### Época romana
Los estudios arqueológicos indican que en el Alto Imperio (siglos I a II d. C.) el término municipal de Benaguacil estuvo poblado por gran cantidad de villas rústicas y quintas, y de población rural, fundamentalmente minifundista, que producía desarrollados cultivos hortícolas muy variados que se justifican por la densa red de acequias y construcciones hidráulicas como el Azud del Turia, la Acequia Mayor o Acequia Madre de Benaguacil y las acequias menores que nacen de ella, que todavía son la base de los cultivos.
Se han encontrado monedas, restos de un canal tallado en la roca, de cerámica, de edificaciones y lápidas romanas que indican la nobleza de las personas en ellas mencionadas y la ubicación precisa de las villas.

### Edad Media
Los historiadores le atribuyen, como conjunto urbano, un origen hispano-musulmán. Señalan que la medina musulmana se asentó sobre o junto a construcciones iberas e hispanorromanas cuyos vestigios, como acabamos de ver, se encuentran por todo el territorio. Todos los autores coinciden en que el topónimo Benaguacil procede de Bani-l–Wazir ("hijos de Wazir" o "hijos del visir") y que sustentado por el gentilicio Al-Wazir, corresponde a la ocupación real de un lugar por el grupo portador del gentilicio que se convirtió luego en topónimo.
La villa musulmana que se rindió al Rey Jaime I presentaba unas robustas y elevadas murallas, un Castillo fortificado con muros de 3 m de espesor y cuatro torres de esquina, y una población de alrededor de 2255 habitantes que rezaba en una Mezquita que no dejó de funcionar como tal, aunque no de manera continuada, hasta la expulsión de los moriscos en 1609 en cuya fecha, la villa se quedó desierta.
Según el Llibre del Repartiment de Valencia (1237-1252) era una villa y un castillo con tres zonas suburbanas: la alquería de Felx con una torre y un molino (el actual Molinet), la alquería de Aldaya con molinos y hornos y el núcleo de Beniaró, hoy dentro del casco urbano. En 1237 el rey Jaime I, antes de entrar en Valencia donó la villa de Benaguacil, el lugar de Beniaro y la alquería de Felx al noble aragonés, Ferrando Díaz. Más tarde, en 1239 concedió la alquería de Aldaya (l'Aldaia) a su aliado y gobernador almohade Zayd Abu Zayd.
En 1261 ya aparece documentalmente Rodrigo Díaz como señor de Benaguacil. Su hija Sancha, que casó con Jaime Pérez, señor de Segorbe, fundará el Monasterio de Portaceli. En 1299 pasó el señorío a manos de los Luna.
En la guerra de la Unión, Benaguacil fue una fortaleza reducto de los realistas de la zona, sitiada en varias ocasiones, quedó vencida casi al finalizar la contienda. La villa fue liberada por Lope de Luna por lo que el rey Pedro IV el Ceremonioso le concedió el título de conde de Luna. Su hija María fue esposa de Martín I el Humano. A partir de esa época fue un señorío propio de la Corona, aunque nunca fue de realengo.
En 1476 el rey Juan II nombra a Enrique de Aragón y Pimentel, conocido como el "Infante Fortuna", duque de Segorbe y señor de las baronías de Benaguacil, Puebla y Paterna. En 1516 pasó el señorío, por matrimonio, a pertenecer a la casa de Cardona.

### Época Moderna
En la guerra de las Germanías, Benaguacil estuvo en contra de los agermanados con luchas contra los de la Puebla por el perpetuo problema del agua y contra los exaltados cristianos de Valencia que buscaron el bautismo forzoso de los musulmanes de Benaguacil.
Finalizada la guerra y ante el edicto del emperador Carlos I obligando a bautizarse a los moros, éstos se sublevaron (1525), uniéndoseles sus correligionarios de Benisanó, Bétera, Villamarchante, Pedralba, Gestalgar y Paterna. Una parte de los sublevados logró huir a la cercana sierra de Espadán mientras que el resto aceptó la regañadientes el bautismo, convirtiéndose, así, en moriscos.
En septiembre de 1609 se produjo la expulsión de los moriscos y tras unos fallidos intentos de repoblación por parte del duque de Segorbe, la desolada villa tuvo por fin su carta-puebla en 1613 otorgada por Enric Ramon Folch de Cardona y de Aragón, y formada por un contingente de personas venidas, mayoritariamente, de la huerta valenciana. En 1670 al extinguirse la casa de Cardona (duques de Segorbe), Benaguacil pasó a la casa ducal de Medinaceli.
Durante la Guerra de Sucesión Española, tomó partido por el Archiduque Carlos de Austria, y hasta un grupo de milicianos de Benaguacil continuaron la lucha pereciendo en la defensa de Barcelona de 1714.

### Época contemporánea
En la guerra de Independencia, un contingente de Benaguacil participó en la batalla de Cabrillas (1808) contra el mariscal Moncey. En 1811, fue escenario de importantes combates entre las principales tropas francesas de Suchet, Harispe y Chlopiski contra las tropas españolas de O'Donnell, Mahy y las guerrillas locales.
En las guerras carlistas (1833-1839 y 1873-1876), la zona de Benaguacil "gente de fusil" (gent de fusil), a pesar de que estuvo bajo el dominio de los liberales, era uno de los pueblos valencianos con mayor militancia tradicionalista.
En 1845 alcanzaba ya los 3577 habitantes, que aumentaron a 5087 en el año 1900.
En octubre de 1936, a principios de la guerra civil (1936-1939), los integrantes del comité revolucionario controlado por el Partido Comunista que dominaban la localidad, plantó cara a un grupo de la llamada "Columna de Hierro". Murió una docena de anarquistas y varios comunistas en el enfrentamiento. Poco después, una patrulla de aviones Polikarpov fue enviada desde Madrid para acabar con ese grupo de la Columna de Hierro. El ochenta por ciento del grupo de la Columna de Hierro fue abatido por los aviones republicanos.

## Demografía
Benaguacil cuenta con una población de 12 336 habitantes (INE 2024).
| Gráfica de evolución demográfica de Benaguacil entre 1842 y 2021                                                    |
| |
| Población de derecho según los censos de población del INE Población de hecho según los censos de población del INE |

## Economía
El avance en las comunicaciones propició que Benaguacil se especializara en la exportación de cebollas al Reino Unido y Alemania, creándose muchas empresas envasadoras con marca propia. El cultivo de la cebolla sería el principal pilar en la economía hasta mediados del siglo XX. Entre 1959 y 1991 se ha extendido el regadío, la mitad del cual se dedica a cítricos y el resto a hortalizas. La gestión de la producción agrícola se realiza por medio de la Cooperativa Agrícola San Vicente Ferrer. La industria más destacada es la confección, aunque también hay materiales de construcción y juguetería.

## Administración y política
| Periodo   | Nombre                        | Partido   |
| --------- | ----------------------------- | --------- |
| 1979-1983 | Antoni Balaguer Escartí       | CDB       |
| 1983-1987 | Baptista Durà Subiela         | PSPV-PSOE |
| 1987-1991 | Baptista Durà Subiela         | PSPV-PSOE |
| 1991-1995 | Joaquín Herráez Bonet         | PP        |
| 1995-1999 | Joaquín Herráez Bonet         | PP        |
| 1999-2003 | Joaquín Herráez Bonet         | PP        |
| 2003-2007 | José Joaquín Segarra Castillo | PP        |
| 2007-2011 | José Joaquín Segarra Castillo | PP        |
| 2011-2015 | José Joaquín Segarra Castillo | PP        |
| 2015-2019 | José Joaquín Segarra Castillo | PP        |
| 2019-2023 | José Joaquín Segarra Castillo | PP        |
| 2023-act. | José Joaquín Segarra Castillo | PP        |

## Patrimonio

### Religioso

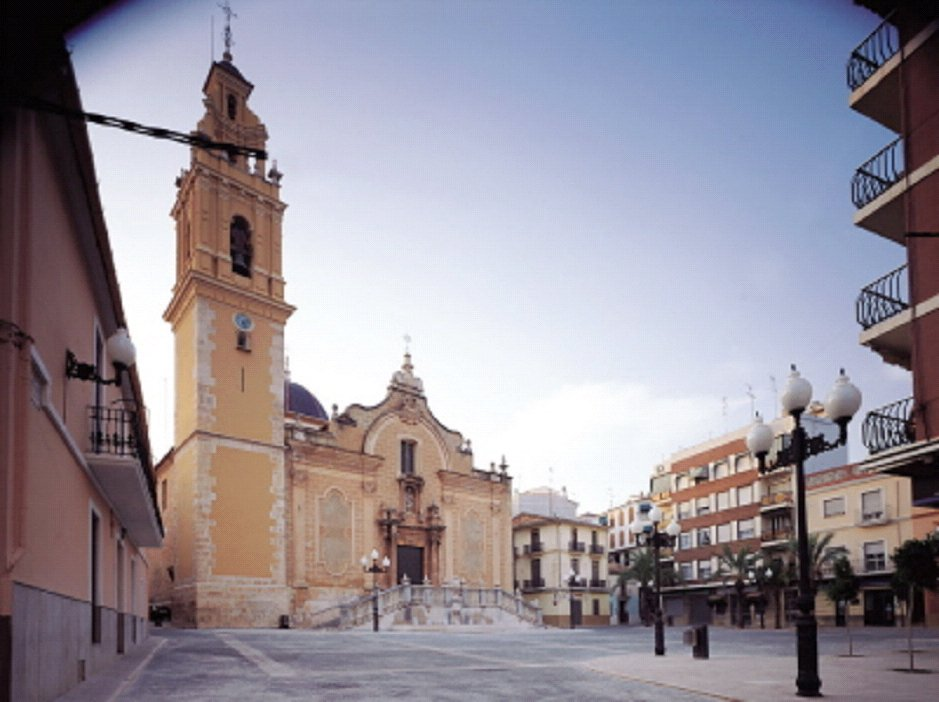
Iglesia de la Asunción

- Iglesia Asunción de Nuestra Señora. De estilo barroco, fue construida en el primer tercio del siglo XVIII, siguiendo el esquema tradicional de la época, y se inauguró en el año 1737 (en la fachada figura la fecha 1731). El interior del templo presenta tres naves, siendo la central de mayor altura con una elevada cúpula.

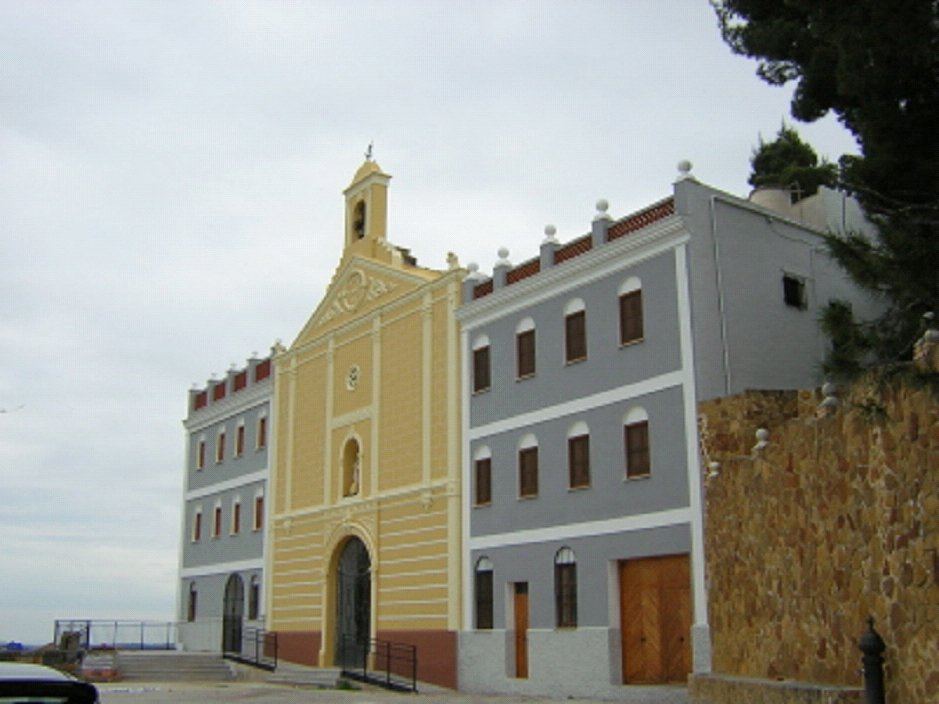
Ermita de la Virgen de Montiel

El campanario, reconstruido en el año 1995, consta de tres cuerpos; el superior, que alberga las campanas, es el de mayor belleza arquitectónica. 
- Ermita de la Virgen de Montiel. Se sitúa en la loma que se eleva al lado del pueblo. La primera piedra de la ermita se colocó en 1644 y se bendijo en 1651.La iglesia actual, que se construyó a finales del siglo XVIII, muestra una sencilla fachada clasicista y en el interior presenta una nave única con unas capillas laterales.
- Monasterio Císter - Trapa. El edificio actual es una construcción reciente, de principios de la década de los años 70 del siglo XX, pero el antiguo Monasterio de Monjas Cistercienses, llamado originariamente Monasterio de la Zaidía (Marchalenes, Valencia) Santa María Gratia Dei, fue fundado en 1268 por la reina Doña Teresa Gil de Vidaure, tercera mujer de Jaime I.

### Civil

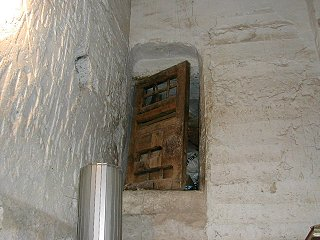
Antigua cárcel.

- Antigua cárcel. Se trata de un habitáculo que fue prisión. La cárcel parece que pertenecía al castillo árabe de Benaguacil. Su antigüedad podría ser de 800 años, es decir, del siglo XII, fecha que coincide con los orígenes del municipio.
- Muralla. Se trata de una parte del reducto amurallado que, según los estudios publicados, formaba en su totalidad un polígono que se extendía por las actuales calles de La Acequia, Isabel de Villena, La Tirana, Pedralba, Liria y de la calle del Muro.

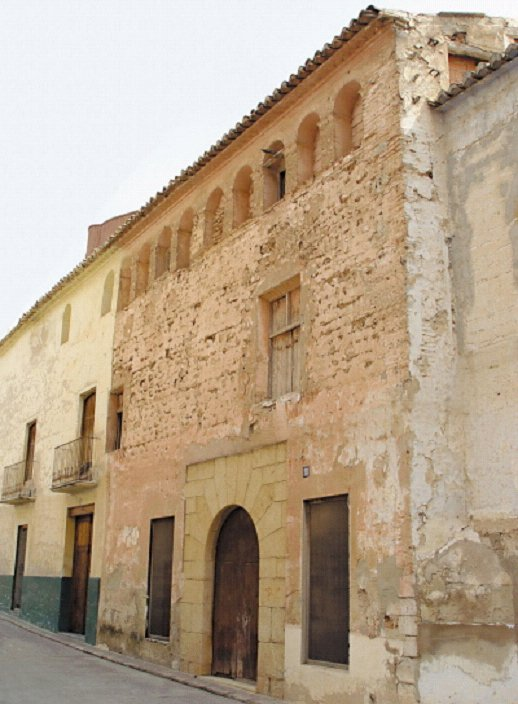
Casa de los Abenámir

- Casa de los Abenámir. Es la residencia de los Abenámir, destacada familia musulmana, que durante casi cuatro siglos controló prácticamente toda la vida del municipio. Se trata de un edificio renacentista de tres plantas. La fachada del edificio es de estructura sencilla, en la que destaca la puerta de entrada, con un arco de medio punto con dovelas de piedra. La última planta del edificio presenta una galería continua debajo de un alero de madera. Las vigas principales superiores presentan unas ménsulas mudéjares de los siglos XV y XVI.
- Palacio de los Arrué. La Casa Palacio, construida a finales del siglo XVIII, se encuentra en el centro del núcleo urbano y es conocida popularmente como el Palacio. La estructura de la fachada es sencilla y escasamente decorada. Sobre la puerta principal destaca el escudo heráldico labrado en piedra.
- Los restos de la Torre de Felx, declarados bienes de interés cultural, con código 46.11.051-005 y denominada también Torre Félix, se alzan sobre una pequeña elevación de poco más de 100 m denominada Plano de la Barca, que domina el territorio delimitado por un meandro del río Turia.
- El Castillo de Benaguacil que se alzaba en la parte más antigua del núcleo urbano de la población, en la plaza del Castillo, y concretamente alrededor de la actual sede de la Unión Musical, para cuya construcción se derribaron los últimos restos de la fortaleza en 1978.

## Parajes naturales

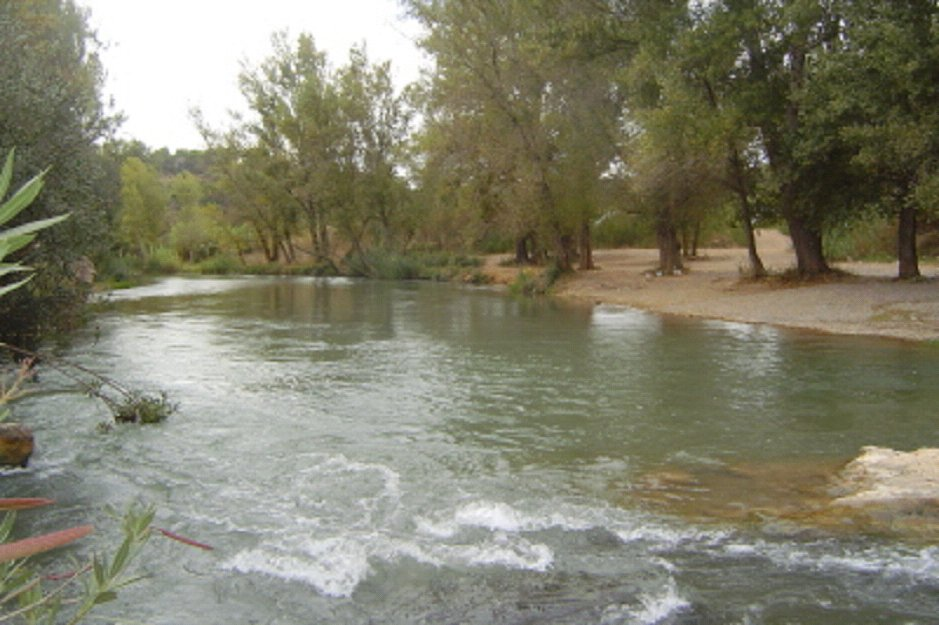
Paraje de la Fenosa

- Paraje natural de la Fenosa. Lugar de gran belleza situado en el margen izquierda del río Turia, en la partida de la Retorta-Fenosa. Presenta una zona de arboleda al lado del río Turia que cuenta con equipamiento de paelleros, mesas y lavabos, además de una zona de juegos para los niños.
- Masía del Río. Se trata de una masía que debe su nombre a la proximidad del río Turia. Existen noticias documentadas que corresponden al siglo XV. Se trata de un amplio edificio en buen estado de conservación.

## Fiestas
- San Blas. Es el patrón del municipio. Se celebra el día 3 de febrero.
- Fallas. Benaguacil tiene una gran tradición fallera, en la actualidad tiene 10 comisiones falleras, siendo el pionero en la celebración de este tipo de fiestas en la comarca del Campo de Turia. Las fechas son del 15 al 20 de marzo.
- Semana Santa. Consiste en celebraciones religiosas y procesiones que representan la Pasión, Muerte y Resurrección de Cristo.
- Fiestas patronales. En septiembre se celebran las fiestas en honor a la Virgen de Montiel, Patrona del municipio. Para dichas fiestas se cuenta con distintas cofradías y entre ellas destaca la de San Luis Gonzaga de la que forman parte chicos y chicas de entre 18 y 19 años que se conocen aquí como "los fiesteros" (Els lluisos).

- La inauguración de las fiestas comienza el día de la Presentación de la Reina de las Fiestas (último viernes del mes de agosto), iniciándose así una diversidad de actividades para todo tipo de público: espectáculos musicales, disco-móviles, mercado medieval, conciertos, festival de bandas de música, castillo de fuegos artificiales, juegos para niños…
- El 7 de septiembre es el día de la Bajada (Baixada) de la Virgen de Montiel. Se llama así porque durante todo el año la Virgen se encuentra en el Santuario, en la Ermita de Benaguacil. La Virgen es acompañada en romería desde el Santuario hasta la Iglesia de la Nuestra Señora de la Asunción.
- El 8 de septiembre es el día de la Virgen de Montiel, día en que se celebra una Misa en su honor y una Procesión; combinándose estos actos religiosos con los lúdicos antes mencionados.
- El día 9 de septiembre es la fiesta del “Voto de Acción de Gracias” a la Virgen de Montiel, con las mismas características de festividades lúdicas y religiosas que el día 8 de septiembre.
- El día 10 de septiembre, fiesta de la Juventud, ésta dedicado a la advocación de San Luis Gonzaga, su patrón. Su Clavaría organiza el mismo tipo de festejos que los días 8 y 9 de septiembre (actos religiosos y lúdicos...).
- Si bien las fiestas patronales culminan la festividad del 10 de septiembre, con posterioridad y hasta el último domingo del mes de septiembre en el que con la Subida (Pujada) se traslada de nuevo la Imagen de la Virgen de Montiel a su santuario con una romería de idénticas características a la de su Bajada el 7 de septiembre, se celebran diversos actos religiosos entre los que destaca su secular novena.

- 9 de octubre. Es el día de la Comunidad Valenciana. Actos culturales, fuegos artificiales, conciertos de música, etc.